# Eyjafjallajökull (lodowiec)
Eyjafjallajökull (wym. [ˈei.jaˌfjatl.aˌjœ.kʏtl]ⓘ) – szósty pod względem wielkości lodowiec Islandii. Jego powierzchnia to 107 km².
Pod lodowcem znajduje się wulkan Eyjafjallajökull, średnica krateru wynosi 3–4 km. W ciągu ostatnich 1100 lat erupcje miały miejsce czterokrotnie: w 920, 1612, 1821–1823 i w 2010. W pierwszych trzech przypadkach wkrótce następowała erupcja pobliskiego wulkanu Katla.

## Erupcja w 2010
Między 3 i 5 marca 2010 r. nastąpiło około 3000 słabych trzęsień ziemi z epicentrum w okolicy wulkanu. Niektóre drgania były odnotowane w pobliskich miastach. Pierwszy wybuch wulkanu nastąpił 20 marca, drugi 14 kwietnia. Miasta Fljótshlíð i Markarfljót zostały ewakuowane. Trzęsienie nie spowodowało ofiar w ludziach.